# إناس (اسم)
إِنَاس هو اسم علم مؤنث من أصل عربي، ومعناه هو ملاطفة وتسلية وألفة.